# Батюшков, Василий Николаевич
Василий Николаевич Батюшков (19 января 1894, Самара, Российская империя — 17 января 1981, Киев, СССР) — художник-живописец, работал в отрасли оформительского, театрально-декорационного искусства и станковой живописи (акварель).

## Семья
Его отец, Николай Дмитриевич Батюшков (1855—1916), сын Дмитрия Николаевича Батюшкова, принадлежал к старинному дворянскому роду российского поэта К. Н. Батюшкова и историка П. Н. Батюшкова. Родной брат отца — филолог и педагог Фёдор Дмитриевич Батюшков.
Николай Дмитриевич работал экономистом, членом-оценщиком Таврического, а с 1887 — Самарского отделений Дворянского банка, а также одним из пяти старшин Самарского биржевого комитета. Н. Д. Батюшков автор исследования «Связь экономических явлений с законами энергии» (1889 г.). В этом труде он развил передовые идеи о том, что общественном производстве основное внимание следует уделять не распределению, а развитию производительности труда, поскольку только тогда можно значительно повысить заработную плату. И в то же время увеличить долю капиталистического и национального богатства.
Мать художника — Надежда Васильевна (1855—1924), родная сестра известного общественного деятеля, предпринимателя Н. В. Мешкова, получившего у советских историков звание «Пермский Савва Морозов». Она была членом женского комитета самарского местного самоуправления Российского Красного Креста.
Братья и сестры: 
- Варвара Николаевна Батюшкова (1878—после 1947), в замуж. Шошина.
- Екатерина Николаевна Батюшкова (1880—1918), в замуж. Барнова.
- Елена Николаевна Батюшкова (1882—1905)
- Дмитрий Николаевич Батюшков (род. 1883), окончил Горный институт. Расстрелян 22.12.1937 г., Новая Ухтарка, лагпункт Ухто-Печорского лагеря. Его жена — Мария Генриховна, урожд. Лессинская, дочь Наталья и сын Олег погибли в блокадном Ленинграде. Сын — Кирилл Дмитриевич Батюшков погиб на фронте в сентябре 1941 года.[2][3] Сын — Алексей Дмитриевич Батюшков (1908—1949), военврач, участник Великой Отечественной войны[4].
- Татьяна Николаевна Батюшкова (1884—1956), в замуж. Васильева.
- Надежда Николаевна Батюшкова, в замуж. Богоявленская (1886—1938) была замужем за Константином Васильевичем Богоявленским, и после того, как были арестованы ее муж и сын, также была арестована[5].
- Константин Николаевич Батюшков (1890—1915), погиб в Первую мировую войну.
- Федор Николаевич Батюшков (1891—1956, Москва), участник Первой мировой войны, Белого движения. В 1934 году был осужден и по 1954 год находился в ИТЛ.
- Георгий  Николаевич Батюшков  (1897—1965, Москва). Окончил  Самарское коммерческое училище, учился в Политехническом институте и в Институте народного хозяйства. Работал фотокорреспондентом в московских  журналах, был судьей по парусному спорту. Его сын Артем Георгиевич (1919—1943), погиб на фронте, другой сын — Евгений Георгиевич (1927—1994) — кадровый военный.
- Единокровная сестра — Елена Николаевна Батюшкова (1907—1994), в замуж. Григоренко; врач[6]. Дожила до преклонных лет и оказала большую помощь в создании Музея-усадьбы Батюшковых и А.И.Куприна в селе Даниловское Вологодской области, где в свое время было имение Батюшковых.
- Единокровная сестра — Марианна Николаевна Батюшкова (1908—1931)[6].

## Учёба
Василий Николаевич Батюшков окончил с золотой медалью Самарское коммерческое училище. В 1911 г. уехал в С-Петербург, где поступил в Императорскую Академию Художеств. Там, в 1912—1914 гг. он учился у Е. Е. Лансере.
В 1914 году из-за туберкулеза легких Василий Николаевич переехал в Москву, где продолжил обучение живописи в студии художника К. Ф. Юона в 1914—1916 гг. Одновременно, Батюшков учился в Московском коммерческом институте (Институт им. Г. В. Плеханова).

## Служба во флоте
В 1916 году Батюшков был мобилизован и направлен на учебу в Одесскую студенческую школу прапорщиков. Летом 1917 году Батюшков вернулся в Самару, где после занятия города чехословаками был мобилизован в речную флотилию и назначен командиром миноносца. В конце лета 1918 года флотилия через р. Каму и р. Белая ушла в Сибирь, там Батюшкова списали на берег и он в 1919 году уехал во Владивосток.
Во Владивостоке Василий Николаевич работал художником постановщиком в Приморском драматическом театре, где оформил ряд постановок. В Приморье он принимал активное участие в художественных выставках.
После освобождения Владивостока от японцев, Василий Николаевич поступил в Красный Флот. В Музее-квартире В. С. Косенко хранятся документы В. Батюшкова, среди которых справки про то, что он выбран командиром миноносца. За участие в операции по спасению парохода «Ставрополь» в Цусимском проливе Батюшков получил благодарность в приказе по Флоту.
Одновременно с морской службой, он занимал высокую и почетную должность «Художник Флота».

## Работа экономистом
В 1923 году, по демобилизации, Василий Николаевич уехал с семьей в г. Свердловск, где много занимался экономикой. Он работал счетоводом в Уральский конторе Сибкрайсоюза (входящего в систему потребительской кооперации Центросоюза), управляющим Уральско-Сибирской конторы Жирсиндиката, заместителем управляющего конторой Масложирсиндиката. Параллельно, в 1925—1927 гг. был членом арбитражной комиссии при Свердловской товарной Бирже.
В 1927 г. В. Н. Батюшков переехал в Москву по приглашению профессора В. Е. Грум-Гржимайло, на работу экономистом в созданное им Московское бюро металлургических и теплотехнических конструкций Научно-технического управления ВСНХ СССР (с 1930 г. реорганизовано в Государственный институт «Стальпроект»).
После смерти В. Е. Грум-Гржимайло в 1928 году, Батюшков работал в Всесоюзном государственном проектно-изыскательский тресте «Гидроэнергопроект» . Одновременно выполнял иллюстрации по заказу треста «Гидроэнергопроект» в журналах и в самом тресте.
Постановление Политбюро ЦК ВКП (б) «О перестройке литературно-художественных организаций» от 23 апреля 1932 г., по признанию самого Батюшкова В Н., дало ему возможность полностью вернуться к искусству.

## Московский период
В 1933 года В. Н. Батюшков перешел на работу в объединение «Всекохудожник», где работал художественным руководителем оформительской мастерской. Его мастерская выполняла ответственные работы, в том числе и для зарубежных выставок:
Всемирная выставка в Париже 1937 г., проходившая с 25 мая по 25 ноября 1937 (фр. Exposition Internationale des Arts et Techniques dans la Vie Moderne) и Всемирная выставка 1939—1940 годов в Нью-Йорке (англ. 1939-40 New York World’s Fair), проходившей в Нью-Йорке с 30 апреля 1939 по 27 октября 1940 года.
В оформительской мастерской «Всекохудожника» под руководством В. Н. Батюшкова с 1936 г. бригадой художников-макетчиков выполнены все бутафорские и макетные работы на выставке панорамы и диорам «Штурм Перекопа» (1938 г.). Эта один из самых крупных проектов художника, работа над которым велась в тесном содружестве с известными художниками Г. К. Савицким и П. П. Соколовым-Скаля, Б. В. Иогансоном др.
С 1938 года В. Н. Батюшков начал работать на Всесоюзной сельскохозяйственной выставке (ВСХВ). Он участвовал в работе над проектом внутреннего архитектурно-художественного оформления, а также был официальным художником павильона «Сибирь» и, возможно, «Узбекистан».(ссылка на библиотеку)
За работу на ВСХВ он, в числе 8 художников, получил Грамоту от Выставочного Комитета (всего на ВСХВ работало около 2000 художников).
В конце июня 1941 года, в связи с началом Великой Отечественной войны, ВСХВ была закрыта. На военную службу Батюшкова не приняли из-за язвы желудка. Художник был переведен на работу в художественную мастерскую главного управления изобразительного искусства Комитета по делам искусств при Совете народных комиссаров СССР.

## Репрессии: ссылка
Впервые с репрессиями Василий Николаевич столкнулся в 1930 году, был арестован ГПУ при НКВД по делу его родственника уральского инженера Крысова, у которого жил, когда работал в Свердловске. К счастью, благодаря заступничеству профессора Грум-Гржимайло и, возможно, Н. В. Мешкова, он вскоре был освобожден.

Повторно Василий Николаевич был арестован декабре 1941 года,  в связи с репрессиями ряда родственников (Указ от 22 июня 1941 года). Батюшкова административно выслали в г. Советск Кировской области. Там он работал художником промкомбината и кино, а также преподавал рисование в школе. 
С житьем в каморке при конторе у меня связано другое, на этот раз приятное воспоминание: однажды я услышала через стенку, что какой-то художник предлагает сотрудницам больницы нарисовать их портреты. Заинтересовавшись этим разговором, я приоткрыла дверь и увидела человека лет 45-ти в потертой телогрейке и в шапке-ушанке. В руках он держал папку с образцами своих рисунков. Заглянув в папку, я увидела совсем не то, что ожидала: там лежали столь хорошие эскизы и зарисовки, что я не удержалась от вопроса: «Скажите, пожалуйста, где Вы учились рисовать?» Незнакомец с учтивым поклоном ответил: «У академика Лансере». В результате обмена еще несколькими фразами, мой новый знакомый уже пил со мной кофе за печкой-саркофагом. Он оказался Василием Николаевичем Батюшковым, внучатым племянником известного поэта предпушкинской эпохи. Детство свое он провел в Самаре, где служил его отец, причем выяснилось, что в их доме, в 1912 г. бывал мой отец. Подивившись тому, насколько свет мал, мы с Василием
Николаевичем принялись обсуждать ситуацию.
Батюшков жил в гор. Кирове на положении высланного из Москвы и работал сдельно в кооперативе художников. Когда в городе подошел срок каких-то очередных выборов, его вызвали в УНКВД и предложили немедленно выехать из областного центра куда-нибудь в район на неопределенное время. Этим объяснялось его нахождение в Вятских Полянах без пристанища и без заработка…."

(Аксакова Т. А. Семейная хроника. Париж. 1988 г.)
В 1946 году Василий Николаевич переехал в Киров, где поступил на работу в товарищество «Кировский художник», а вскоре был приглашен художником в областной театр кукол.
Среди документов, что сохранились в музеи-квартире В. Косенко находится трудовой договор В. Батюшкова с директором Кировского областного театра кукол А. Афанасьева на оформление спектакля «Кот в сапогах».
В театре он занимался оформлением спектаклей и начал выполнять скульптурные работы, делая головы кукол. Так, Батюшков был оформителем спектаклей «Чук и Гек», «Гулливер в стране лилипутов», «Весенний цветок», «Сказка о сером волке и Иване царевиче», «Кощей Бессмертный», «Мальчик с Княж-Озера». Он самостоятельно ставил пьесы как режиссер-постановщик («Сказка о Аленушке и братце Иванушке»). Газета „Кировская правда“ (1948, № 33, с. 4) напечатала благожелательный отзыв на его спектакль «Терем-теремок».
С 1949 года, ввиду уменьшения финансирования областного кукольного театра, его штатная должность была сокращена. Он перешел на работу художником-оформителем Дворца пионеров, одновременно продолжая оформлять спектакли театра кукол по договорам.
В марте 1950 года Василий Николаевич поступил на работу в качестве штатного члена Кировского общества художников.
Согласно справке Департамента Министерства государственной безопасности по Кировской области от 26 сентября 1951 года, Василий Николаевич был освобожден из ссылки.

## Личная жизнь
Первый брак у В. Н. Батюшкова был с Еленой Ивановной Батюшковой (Мешковой; 1894—1975), его двоюродной сестрой, дочерью Н.В.Мешкова. 
В этом браке родились дети: Ирина Васильевна Батюшкова (1916—1998)  и Юрий Васильевич Батюшков (ум. в раннем детстве). На момент ссылки в Кировскую область первый брак Батюшкова был расторгнут.
Внучка — Алла Сергеевна Батюшкова (1948—1991), кандидат философских наук.

В Кирове В. Н. Батюшков женился во второй раз на Ирине Эдуардовне Писаревой (1909—1970) учительнице детской музыкальной школы (класс фортепиано), падчерице украинского композитора Виктора Косенко. Вскоре после свадьбы, Батюшковы приютили, а затем усыновили мальчика Павла Васильевича Батюшкова, настоящая фамилия Вахман Павел Карлович (18.04.1924, Таллин—30.04.2009, Киев), чьи родные были репрессированы и погибли. Павел Васильевич Батюшков закончил Горьковскую консерваторию (1956), с 1959 года преподавал в Киевской консерватории.
С будущей своей женой, Ириной Эдуардовной Писаревой, насильственно вывезенной из Таллина в 1941 году, он познакомился на принудительных работах около Советска (бывшая пристань Кукарка на Вятке), где он всячески старался облегчить ее участь и являл собою пример рыцарского служения даме.

Обходя подробности, я скажу, что, приезжая в Киров в конце сороковых и начале пятидесятых с годовым отчетом по больнице, я всегда останавливалась у Батюшковых, которые занимали уютный особнячок на улице Герцена и держали „открытый дом“. Из окон раздавались звуки фортепиано (Ирина Эдуардовна заняла место одной из ведущих преподавательниц музыкального училища), а в небольшой мастерской около кухни Василий Николаевич усиленно работал над заказами кооператива художников. Некоторые из его пейзажей я видела выставленными в залах областного музея» (Аксакова Т. А. Семейная хроника. Париж. 1988 г.)

## Киевский период
В октябре 1954 года Василий Николаевич и его семья переехали в Киев, где жила его теща Ангелина Владимировна Канеп-Косенко (урожд. Шумило-Денбновецкая; род. 1889), жена композитора В. Косенко.
Семья Батюшкова переехала в квартиру, где в то время находился мемориальный кабинет Виктора Косенко, сейчас Музей-квартира В. С. Косенко. В. Н. Батюшков сразу же по приезде включился в работу по оформлению выставки композитора.
С 1954 года в Киеве Батюшков проектировал павильоны «Водное хозяйство», «Электростанции и электропромышленность» на Выставке достижений народного хозяйства УССР (открыта 6 июля 1958 года), с 1956 года был главным художником павильонов, позже — сельскохозяйственной части выставки. На Выставке, кроме почетных грамот, награжден серебряной медалью ВСХВ.
В. Н. Батюшков часто привлекался к работе над оформлением значимых для своего времени выставок:
- Выставка народного декоративного искусства в Киеве (1960),
- Вседекадная художественная выставка в Москве, в Манеже (1960),
- Всесоюзная выставка «Искусство — в быт» Москва (1961), Батюшков был членом Выставкома от Украины,
- Всесоюзная художественная Выставка 1961 года, главный художник Украинского раздела.

## Творчество
В. Н. Батюшков — представитель классической школы чистой акварельной живописи.
В работах художника-акварелиста Василия Батюшкова почти не найти плоских композиционных решений, в трехмерном мире пейзажного рисунка преобладают тонкие градации тонов, чистые цвета, акварельная «прозрачность». Многие акварели, которым художник посвятил годы своей жизни украшают комнаты музеев и хранятся в фондах.

### Художественное оформление
- Мемориальный Музей-квартира В. С. Косенко (с 1954),
- Музея Леси Украинки в Киеве (1962),
- Музея Марии Заньковецкой в Киеве (1962),
- Музея Тараса Шевченко в Каневе (1964).

### Живописные циклы
- «Памятные места поэта Константина Батюшкова» (1965—1973).
- «Киев» (1965—1972),
- «Хоста» (1967),
- «На ВДНХ» (1969—1972),
- «Седнев» (1970),
- «Паланга» (1970),
- «Гурзуф» (1971—1972).

### Выставки
- Произведения Батюшкова экспонировались на различных выставках, в том числе:
- Городская художественная выставка в г. Самара (1909).
- Городские художественные выставки в г. Киров, 1947, 1949.

### Персональные выставки
- 1973, г. Киев, зал Союза художников, каталог 98 работ;
- 1973, г. Вологда, Картинная галерея, каталог 68 работ;
- 1974, г. Москва, Дом Союза Художников, каталог около 100 работ;
- 1977, г. Киев, зал Союза художников Петербургской академии искусств, каталог около 100 работ;
- 1978, г. Гурзуф, Дом творчества,
- 1980, г. Киев, зал Союза художников.
- Выставка акварелей, посвящённая поэту К Г. Батюшкову, г. Каменец-Подольский (1973)

### Каталоги и альбомы
- В. Батюшков: Каталог. — М., 1973.
- Василий Николаевич Батюшков: Каталог выставки. — М., 1974.
- Василий Батюшков: Альбом. — М.: Искусство, 1977.

Работы художника находятся в ряде музеев Украины и России, у родственников, в семье дочери от первого брака, геолога, кандидата геолого-минералогических наук Ирины Батюшковой (в Москве), в семье приемного сына, пианиста Павла Батюшкова (в Киеве). Работы Батюшкого хранятся в Каменец-Подольском историческом музее-заповеднике. В Вологодском областном музее краеведения. В Музее театрального, музыкального и киноискусства Украины, а также в филиале — музее-квартире В. С. Косенко, там же хранятся многочисленные документы и архив В. Батюшкова.

## Общественная жизнь и награды
Работы Батюшкова отличаются простотой и настоящим артистизмом. Акварели заметны искусно найденными сочетаниями цветов в правильном соотношении, точностью, легкостью и ловкостью кисти; полны ритма, чувствуется и в музыкальном движении линий, и в изменении цвета свечения.
В портретах Батюшков воспроизводил не только сходство, но и психическое состояние человека, его характер; несколькими штрихами умел передать настроение, характерную черту внешности".

Искусствовед Тамара Придатко
В первый раз Батюшкову предлагалось вступить в Союз художников в Москве в 1941 г., по рекомендациям К. Савицкого, Народного Художника СССР К. Ф. Юона, Народного художника РСФСР В. Н. Яковлева, академика Лансере Е. Е. , но в связи с войной прием был прекращен.
В 1957 г. — В Н. Батюшков принят в Союз художников Украины. В бюро секции художников театра и кино он был выбран ответственным секретарем.
В 1960 г. — Батюшков стал председателем Оргбюро секции художников оформительского искусства, создания которой усиленно добивался. Позднее, зам. председателя бюро этой секции.
С 1961 г. Василий Николаевич — общественный главный художник Печерского района г. Киева.
В 1963 г. Батюшков В. Н. был делегатом на 2-м Всесоюзном съезде художников.
По воспоминаниям секретаря Союза художников Украины известно, что Союз несколько раз представлял Василия Николаевича к правительственным наградам (в 1975 г. и 1976 г.), но все представления отклонялись КГБ Украины.
Умер В. Н. Батюшков 17 января 1981 года по причине сердечной недостаточности. Похоронен на Байковом кладбище в г. Киеве.